# Denos Adjima Beche
Denos Adjima Beche, född 30 november 1943, är en friidrottare från Elfenbenskusten. Han deltog vid olympiska sommarspelen 1964.